# Rhodogastria thunbergi
Rhodogastria thunbergi är en fjärilsart som beskrevs av Guérin-meneville 1862. Rhodogastria thunbergi ingår i släktet Rhodogastria och familjen björnspinnare. Inga underarter finns listade.